# Bahnhof Wasserleben
Der Bahnhof Wasserleben war ein Bahnhof im Ort Wasserleben (heute Ortsteil der Gemeinde Nordharz im Landkreis Harz, Sachsen-Anhalt). Hier zweigte bis 1945 die Bahnstrecke Wasserleben–Börßum von der Bahnstrecke Halle–Vienenburg ab. Bis 2002 fuhren von hier noch Züge nach Osterwieck, danach wurde die Bahnstrecke stillgelegt. Das Bahnhofsgebäude steht unter Denkmalschutz.

## Geschichte
Mit der Strecke Halberstadt–Vienenburg der Magdeburg-Halberstädter Eisenbahngesellschaft (MHE) wurde der Bahnhof Wasserleben am 1. März 1869 eröffnet. Die Strecke stellte eine Verbindung des Netzes der MHE mit dem der Herzoglich-Braunschweigischen Staatseisenbahn dar und war somit Teil einer direkten Verbindung des Ruhrgebietes mit Berlin.
Am 19. Mai 1882 eröffnete die private Osterwieck-Wasserlebener-Eisenbahngesellschaft AG (OWE) die Strecke nach Osterwieck und am 1. Juni 1895 die Strecke Börßum–Hornburg; nach dem Lückenschluss Hornburg–Osterwieck war die Strecke am 2. November 1908 durchgängig von Wasserleben bis Börßum befahrbar. Für den lokalen Güterverkehr war der Anschluss zur Zuckerfabrik Wasserleben direkt am Bahnhof bedeutsam.
Nach 1945 wurden durch die Zonengrenze die Strecken zwischen Wasserleben und Vienenburg sowie zwischen Bühne-Rimbeck und Hornburg unterbrochen. Der Bahnhof Wasserleben wurde noch von Zügen ausgehend von Heudeber-Danstedt der Verbindung Halberstadt–Wernigerode in Richtung Bühne-Rimbeck, später nur noch bis Osterwieck bedient.
Der Personen- und Güterverkehr in Wasserleben auf der Strecke Richtung Osterwieck ging nach 1990 zurück. Zum 28. September 2002 fuhr der letzte Schienenbus im Regionalverkehr zwischen Heudeber-Danstedt und Osterwieck. Nach der Einstellung des Personenverkehrs wurden die Strecke sowie der Bahnhof Wasserleben stillgelegt.
Nach der Entwidmung des Bahnhofsgeländes und dem Abriss der Anlagen wurde dort ein Solarpark mit 7,2 Megawatt theoretischer Spitzenleistung errichtet, der seit August 2015 am Stromnetz angeschlossen ist.